# Rotaciurca superbus
Rotaciurca superbus — викопний вид крилозябрових напівхордових, що існував у пізньому силурі (420 млн років тому). Рештки тварини виявлені у відкладеннях формації Берті в Онтаріо (Канада). Rotaciurca відома з десяти екземплярів, з майже повним голотипом.

## Назва
Rotaciurca названо на честь Семюеля Дж. Кіурки-молодшого, який пожертвував тисячі скам'янілостей евриптеридів музею Пібоді, а також латинське слово «rota», що означає «колесо». Його видова назва superbus походить від латинського слова, що означає «красивий», оскільки Кіурка назвав голотипну скам'янілість «найкрасивішою скам'янілістю з усіх знайдених».

## Опис
Rotaciurca — псевдоколоніальний (містить кілька скупчених особин, які не з'єднані між собою) крилозябровий, унікальний тим, що є цефалодисцідом, а не граптолітом (які досить поширені у скам'янілому вигляді). Скупчення складається з кільця випромінюючих трубок, які, ймовірно, містили живих особин, прикріплених до конічної структури, інтерпретованої як поплавок. Весь організм має приблизно 4 см завдовжки, мабуть, із двома чіткими рядами трубок. Його спорідненість з крилозябровими підтверджується лініями всередині трубок, які є слідами фузелей, і неправильним розташуванням цих груп із цефалодисцідами. Rotaciurca має багато подібностей до Yuknessia, іншої загадкової скам'янілості, нещодавно описаної як крилозяброві, включаючи жорсткі трубки такого ж розміру, хоча трубки Yuknessia набагато тонші та мають щільніші фузелі.